# مجدلا
مجدلا هي قرية لبنانية من قرى قضاء عكار في محافظة الشمال. تقع في تجمع للقرى يسمى الهضبات.